# Ali Selmi
Ali Selmi – tunezyjski trener piłkarski.
Podczas Mistrzostw Świata 1998 we Francji Ali Selmi pełnił funkcję asystenta selekcjonera, którym był Henryk Kasperczak.
Po przegranych reprezentacji Tunezji w dwóch pierwszych meczach grupowych z reprezentacją Anglii 0-2 i z reprezentacją Kolumbii 0-1, władze Tunezyjskiej Federacji Piłkarskiej zwolniły Kasperczaka i powierzyły funkcję tymczasowego selekcjonera Selmiemu. Poprowadził on reprezentację Tunezji w ostatnim meczu grupowym z reprezentacji Rumunii, który zakończył się remisem 1-1.
Wkrótce po zakończeniu Mundialu Selmi został zastąpiony na stanowisku selekcjonera przez Włocha Francesco Scoglio.
W późniejszych latach Ali Selmi pełnił funkcję trenera klubu AS Marsa.